# Совно (Ґрифицький повіт)
Совно (пол. Sowno, нім. Zowen) — село в Польщі, у гміні Плоти Ґрифицького повіту Західнопоморського воєводства.
Населення — 313 осіб (2011).

## Демографія
Демографічна структура станом на 31 березня 2011 року:
|          | Загалом | Допрацездатний вік | Працездатний вік | Постпрацездатний вік |
| -------- | ------- | ------------------ | ---------------- | -------------------- |
| Чоловіки | 152     | 36                 | 107              | 9                    |
| Жінки    | 161     | 40                 | 93               | 28                   |
| Разом    | 313     | 76                 | 200              | 37                   |